# Museo civico (Norma)
Il Museo civico di Norma, noto anche come Museo civico archeologico "Gabriele Saggi" e Museo archeologico virtuale, è sito nella vecchia sede del comune a Norma, in provincia di Latina.

## Struttura
Il museo ripercorre la vita della cittadina romana di Norba mediante foto, calchi e plastici dei monumenti, delle ricerche e dei ritrovamenti sul sito archeologico. Completano il museo delle ricostruzioni di una cucina romana, una porzione di stanza dipinta, mentre nei sotterranei del museo è stato allestito un magazzino di conservazione dell'olio con gli orci dipinti disposti sugli scaffali.